# Limnellia quadrata
Limnellia quadrata är en tvåvingeart som först beskrevs av Fallen 1813.  Limnellia quadrata ingår i släktet Limnellia och familjen vattenflugor. Arten är reproducerande i Sverige. Inga underarter finns listade i Catalogue of Life.